# Оскар (3-тя церемонія вручення)
3-тя церемонія нагородження кінопремії «Оскар» пройшла 5 листопада 1930 року в бенкетному залі нічного клубу «Коконат Гроув», що знаходився в готелі «Амбасадор» в Лос-Анджелесі (штат Каліфорнія). Присутні гості вислухали привітання президента асоціації кінопродюсерів Вілла Г. Гейса. Директор «MGM» Луїс Б. Майєр оприлюднив списки нових лауреатів.
Для оптимізації періодів номінації та строків проведення церемонії було прийнято рішення про проведення 5 листопада 1930 року 3-ї церемонії. У результаті 1930 рік став єдиним роком, коли було проведено дві церемонії нагородження. Були прийняті нові правила процедури голосування — номінації та нагородження стали вирішуватися тільки голосами членів Академії. Це була остання церемонія, в ході якої вручалися позолочені статуетки з бронзи. Надалі всі нагороди виготовлялися з олов'яно-свинцевого сплаву «британіума».
Нагороду за найкращий фільм отримала військова драма «На західному фронті без змін» режисера Льюїса Майлстоуна. Ця ж робота отримала приз у номінації «Найкраща режисерська робота». Через антивоєнний характер фільму, він був заборонений в Німеччині після приходу Гітлера до влади. Цікаво, що жоден з акторів фільму «На західному фронті без змін» не отримали номінацію на найкращу чоловічу роль.
Приз за найкращу чоловічу роль отримав Джордж Арлісс за роль у фільмі «Дізраелі», він був першим британським актором, що виграв премію «Оскар», премію за найкращу жіночу роль отримала Норма Ширер — за роль у фільмі «Розлучена». Це був перший раз, коли родичі отримали нагороди під час однієї церемонії: найкраща акторка Норма Ширер, і її брат, звукорежисер Дуглас Ширер. Це також відбулося в 1948 році(для Волтера і Джона Г'юстонів) і в 1974 (для Френсіса Форда Копполи і його батька Карміне).
Приз в номінації «Найкращий сценарій» отримала Френсіс Маріон за фільм «Казенний будинок», найкращою операторською роботою стала картина «З Бердом на Південний полюс» (Джозеф Т. Ракер і Віллард ван дер Вір). Також на 3-й церемонії вручення премії «Оскар» були вручені нагороди «Найкраща робота художника-постановника» Герману Россу за фільм «Король джазу» і «Найкращий звук» Дугласу Ширеру за фільм «Казенний будинок».

## Галерея
| The theatrical poster of a movie. It focuses on two people. The man is wearing an aviator suit and the woman is wearing a blue jacket and red gloves. |
| «На західному фронті без змін» — кінострічка, яка виграла номінацію «Видатна постановка»                                                              |

| A stamp of an man holding a cigarette. Near him an Academy Award, a woman and some white capital letters are visible.     |
| Статуетку «Оскар» тримає засновник студії Universal і батько продюсера фільму «На західному фронті без змін» Карл Леммле. |

|                                    |
| Льюїс Майлстоун, найкращий режисер |

| The sepia-toned image of a smiling female. She is wearing a light-colored blouse. |
| Джордж Арлісс, найкращий актор                                                    |

| The black-and-white portrait of a young man. He is looking forward. He is wearing a black tux and a black bow tie. |
| Норма Ширер, найкраща акторка                                                                                      |

| First National Studios, Burbank, c. 1928. On it can be appreciate the first company buildings |
| Френсіс Маріон, найкращий сценарій                                                            |

|                                                     |
| Герман Росс, найкраща робота художника-постановника |

## Переможці та номінанти

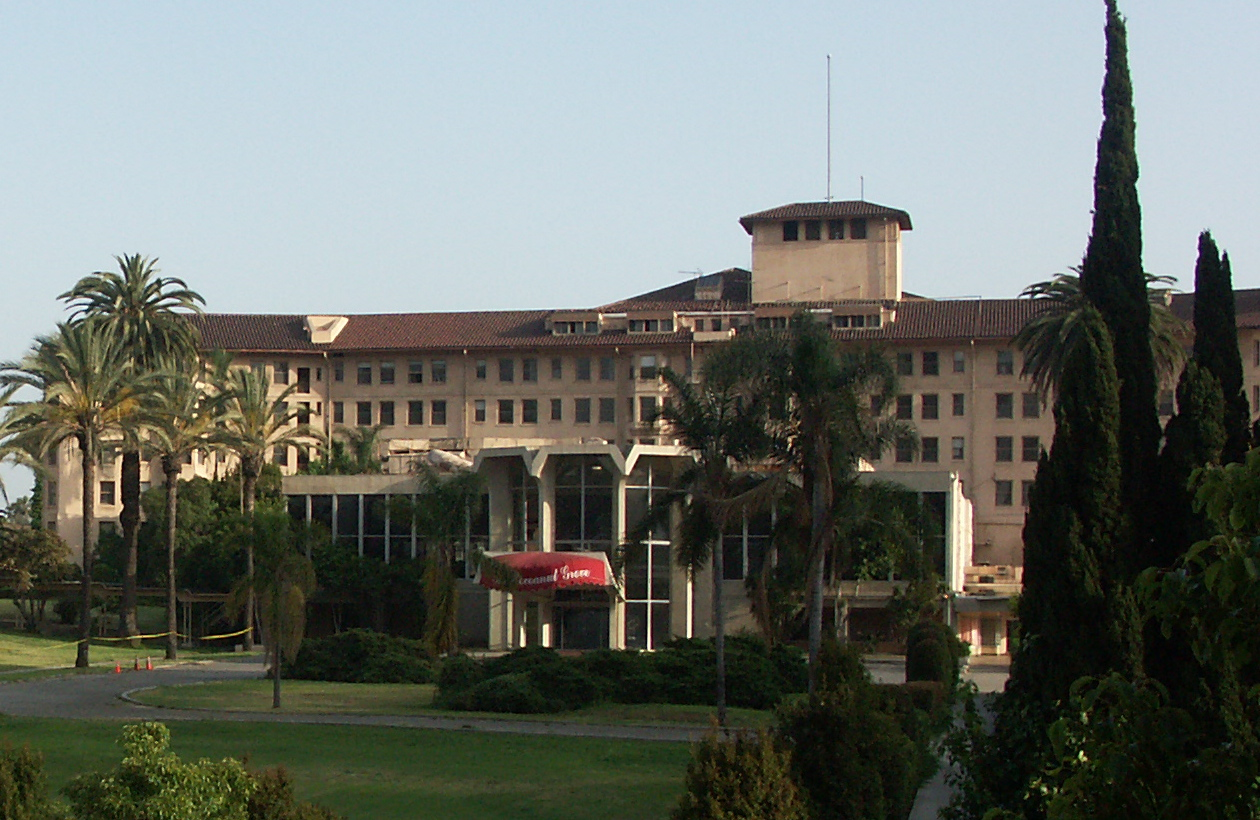
Готель «Амбасадор», у якому відбулася 3-тя церемонія вручення премії «Оскар», 5 листопада 1930 року

Тут наведено список кінокартин, які отримали декілька номінацій або перемог:
| Кількість номінацій | Кількість перемог | Фільм                        |
| ------------------- | ----------------- | ---------------------------- |
| 6                   | 0                 | Парад кохання                |
| 4                   | 2                 | На західному фронті без змін |
| 4                   | 2                 | Казенний будинок             |
| 4                   | 1                 | Розлучена                    |
| 3                   | 1                 | Дізраелі                     |
| 3                   | 0                 | Анна Крісті                  |
| 2                   | 0                 | Роман                        |
| 2                   | 0                 | Бульдог Драммонд             |

Переможці виділені окремим кольором.
| Категорії                              | Лауреати і номінанти                                                                                          |
| -------------------------------------- | --- |
| Видатна постановка                     | «На західному фронті без змін» / All Quiet on the Western Front — Карл Леммле-молодший (Universal Studios)    |
| Видатна постановка                     | «Дізраелі» / Disraeli — Джек Ворнер та Дерріл Занук (Warner Brothers)                                         |
| Видатна постановка                     | «Казенний будинок» / The Big House — Ірвінг Грант Тальберг (Metro-Goldwyn-Mayer)                              |
| Видатна постановка                     | «Парад кохання» / The Love Parade — Ернст Любіч (Paramount)                                                   |
| Видатна постановка                     | «Розлучена» / The Divorcee — Роберт З. Леонард (Metro-Goldwyn-Mayer)                                          |
| Найкраща режисерська робота            | Льюїс Майлстоун''' — «На західному фронті без змін» / All Quiet on the Western Front                          |
| Найкраща режисерська робота            | Кларенс Браун — «Роман» / Romance                                                                             |
| Найкраща режисерська робота            | Кларенс Браун — «Анна Крісті» / Anna Christie                                                                 |
| Найкраща режисерська робота            | Кінг Відор — «Алілуя!» / Hallelujah                                                                           |
| Найкраща режисерська робота            | Роберт Леонард — «Розлучена» / The Divorcee                                                                   |
| Найкраща режисерська робота            | Ернст Любіч — «Парад кохання» / The Love Parade                                                               |
| Найкраща чоловіча роль                 | Джордж Арлісс — за роль у фільмі «Дізраелі» / Disraeli                                                        |
| Найкраща чоловіча роль                 | Джордж Арлісс — за роль у фільмі «Зелена богиня» / The Green Goddess                                          |
| Найкраща чоловіча роль                 | Воллес Бірі — за роль у фільмі «Казенний будинок» / The Big House                                             |
| Найкраща чоловіча роль                 | Рональд Колман — за роль у фільмі «Бульдог Драммонд» / Bulldog Drummond                                       |
| Найкраща чоловіча роль                 | Рональд Колман — за роль у фільмі «Ув'язнений» / Condemned                                                    |
| Найкраща чоловіча роль                 | Лоуренс Тіббетт — за роль у фільмі «Пісня шахрая» / The Rogue Song                                            |
| Найкраща чоловіча роль                 | Моріс Шевальє — за роль у фільмі «Великий ставок» / The Big Pond                                              |
| Найкраща чоловіча роль                 | Моріс Шевальє — за роль у фільмі «Парад кохання» / The Love Parade                                            |
| Найкраща жіноча роль                   | Норма Ширер — за роль у фільмі «Розлучена» / The Divorcee                                                     |
| Найкраща жіноча роль                   | Грета Гарбо — за роль у фільмі «Анна Крісті» / Anna Christie                                                  |
| Найкраща жіноча роль                   | Грета Гарбо — за роль у фільмі «Роман» / Romance                                                              |
| Найкраща жіноча роль                   | Ненсі Керролл — за роль у фільмі «Диявольське свято» / The Devil's Holiday                                    |
| Найкраща жіноча роль                   | Глорія Свенсон — за роль у фільмі «Правопорушник» / The Trespasser                                            |
| Найкраща жіноча роль                   | Рут Чаттертон — за роль у фільмі «Сара і син» / Sarah and Son                                                 |
| Найкраща жіноча роль                   | Норма Ширер — за роль у фільмі «Їх власне бажання» / Their Own Desire                                         |
| Найкращий сценарій                     | Френсіс Маріон — «Казенний будинок» / The Big House                                                           |
| Найкращий сценарій                     | Жюльєн Джозефсон — «Дізраелі» / Disraeli                                                                      |
| Найкращий сценарій                     | Джон Міхан — «Розлучена» / The Divorcee                                                                       |
| Найкращий сценарій                     | Джордж Еббот, Максвел Андерсон і Дел Ендрюс — «На західному фронті без змін» / All Quiet on the Western Front |
| Найкращий сценарій                     | Говард Естабрук — «Вулиця удачі» / Street of Chance                                                           |
| Найкраща операторська робота           | Джозеф Т. Ракер і Віллард ван дер Вір — «З Бердом на Південний полюс» / With Byrd at the South Pole           |
| Найкраща операторська робота           | Вільям Г. Деніелс — «Анна Крісті» / Anna Christie                                                             |
| Найкраща операторська робота           | Тоні Гаудіо і Гаррі Перрі — «Ангели пекла» / Hell's Angels                                                    |
| Найкраща операторська робота           | Артур Ідісон — «На західному фронті без змін» / All Quiet on the Western Front                                |
| Найкраща операторська робота           | Віктор Мілнер — «Парад кохання» / The Love Parade                                                             |
| Найкраща робота художника-постановника | Герман Росс — «Король джазу» / King of Jazz                                                                   |
| Найкраща робота художника-постановника | Ганс Дрейер — «Король-бродяга» / The Vagabond king                                                            |
| Найкраща робота художника-постановника | Ганс Дрейер — «>Парад кохання» / The Love Parade                                                              |
| Найкраща робота художника-постановника | Вільям Кемерон Мензіс — «Бульдог Драммонд» / Bulldog Drummond                                                 |
| Найкраща робота художника-постановника | Джек Окей — «Саллі» / Sally                                                                                   |
| Найкращий звук                         | Дуглас Ширер — «Казенний будинок» / The Big House                                                             |
| Найкращий звук                         | Джордж Гровс — «Пісня полум'я» / The Song of the Flame                                                        |
| Найкращий звук                         | Оскар Лагерстром — «Лотерея» / Raffles                                                                        |
| Найкращий звук                         | Джон Тріббі — «Випадок із сержантом Гріша» / The Case of Sergeant Grischa                                     |
| Найкращий звук                         | Франклін Хансен — «Парад кохання» / The Love Parade                                                           |